# Травля
Тра́вля, запу́гивание, задира́ние, бу́ллинг (от англ. bullying) — агрессивное преследование, издевательство над одним из членов коллектива со стороны другого, но также часто группы лиц, не обязательно из одного формального или признаваемого другими коллектива. Травлю организует один агрессор, иногда с сообщниками, а большинство остаются свидетелями. При травле жертва оказывается не в состоянии защитить себя от нападок, таким образом, травля отличается от конфликта, где силы сторон примерно равны. Травля может быть и в физической, и в психологической форме. Проявляется во всех возрастных и социальных группах. В сложных случаях может принять некоторые черты групповой преступности.
В качестве особой формы травли выделяют групповую травлю («травля толпы»), большинством или всеми членами коллектива (микросообщества), часто начальником, работодателем (жарг. «моббинг»).
Как проявления травли специалисты расценивают оскорбления, угрозы, физическую агрессию, постоянную негативную оценку жертвы и её деятельности, отказ в доверии и делегировании полномочий и так далее.

## Формы травли
Существуют две основные формы травли:
- Психологическая форма травли — это угрозы, насмешки, клевета, давание кличек, изоляция, мелкое задирание без травматической физической агрессии (цуканье[1]) и т. д.
- Физическая форма — толчки, побои, прочие насильственные действия, порча имущества жертвы и т. д.; иногда бывает с использованием оружия.

На выбор формы травли влияет возраст участников (травля у детей мягче, чем у подростков) и пол (мужчины чаще используют физическую форму, а женщины — психологическую).
В последнее время возникла и интернет-травля (кибербуллинг) — травля через Интернет, электронную почту, SMS и т. д.
Дедовщина в армии также представляет собой форму травли.
Наиболее активно изучаемой учёными является школьная травля.

## Жертвы травли в школе
Жертвами травли в школе чаще всего становятся:
- двоечники;
- круглые отличники;
- любимчики учителей;
- новенькие в классе;
- физически слабые дети;
- дети, гиперопекаемые родителями;
- дети, в семье у которых тирания;
- ябеды;
- дети учителей;
- страдающие заболеваниями, выделяющими их из коллектива;
- не имеющие современных и модных новинок в области электроники и одежды, или же имеющие самые дорогие из них, недоступные другим детям;
- вундеркинды;
- дети с нетривиальным, отличающимся от стандартного, мировоззрением («белые вороны»);
- дети плохо обеспеченных (бедных) родителей;
- представители национальных меньшинств;
- представители сексуальных меньшинств;
- дети другой расы.

Есть случаи, когда жертвами травли становились учителя.
Объединяет всех жертв одна черта: чаще всего объектами издевательств становятся дети и подростки, обладающие повышенной чувствительностью, показывающие свою «слабость» (страх, обиду или злость). Их реакция соответствует ожиданиям агрессоров, рождая искомое ощущение превосходства.
Мальчики чаще являются жертвами и инициаторами школьной травли. Методы травли отличаются в зависимости от пола жертвы: мальчиков чаще бьют, а про девочек одноклассницы, как правило, распускают порочащие слухи.
По мнению педагога-психолога Людмилы Петрановской, «это иллюзия, что для <роли козла отпущения> надо быть каким-то особо ненормальным. <…> В общем и целом причина травли — не в особенностях жертвы, а в особенностях группы. Один и тот же ребёнок может быть изгоем в одной группе и своим в другой. Или перестать быть изгоем в той же самой за короткий срок, скажем, после смены классного руководителя».
Большую роль в школьной травле играет гендерный надзор — действия, направленные на принуждение к следованию предписанным гендерным нормам (для девочек — быть женственными, для мальчиков — быть мужественными). Во многом в связи с тем, такие действия не носят явно выраженного антисоциального характера, а напротив, связаны с доминирующими в обществе установками, «травящие» во многих случаях не получают реального осуждения со стороны взрослых. Гендерный надзор тесно связан с гетеронормативностью. Травля мальчиков, вне зависимости от их реальной сексуальной ориентации, как правило, активно сопровождается гомофобными оскорблениями. Среди оскорблений девочек преобладают слатшейминговые.

## Последствия травли
В травле есть три роли: жертва, агрессор и свидетель. Негативные последствия травли, как отмечают психологи, возникают у всех трёх групп участников травли.
Самые тяжёлые последствия травли проявляются у жертвы. Чаще всего травля приводит к тому, что жертва теряет уверенность в себе. Также это явление может приводить к разной тяжести психическим отклонениям, а также психосоматическим заболеваниям, и может выступить причиной самоубийства или организованного нападения на место, в котором училась жертва. В этом случае важно объяснить человеку, что его травят, и показать, как действовать в сложившейся ситуации.
Страдают свидетели, получая опыт бессилия перед властью толпы и стыда за своё слабодушие, поскольку не решился вступиться и поддерживал травлю из страха самому оказаться жертвой.
Опыт насилия деструктивен и для личности агрессора. Этот опыт приводит к огрублению чувств, отрезанию возможностей для тонких и близких отношений, в конечном итоге — к деструктивным, асоциальным чертам личности. У него разрушаются механизмы формирования близости с другими людьми, ему труднее создать доверительные и теплые отношения с партнёрами и родственниками, в том числе собственными детьми. В отдельных случаях доведённая до отчаяния жертва может попытаться отомстить обидчику путём нанесения тяжких травм или даже до убийства обидчиков, в том числе из-за дедовщины в армии (см. дело Сакалаускаса, массовое убийство в Горном).

## Буллинг в России
По данным детского омбудсмена Анны Кузнецовой более половины детей в России (55 %) сталкивались с буллингом, при этом более трети (39 %) из них боятся рассказывать о случаях интернет-травли.

## В культуре
В кинематографе
- Республика ШКИД (1966)
- Если... (1968)
- Кэрри (1976)
- Наше призвание (1981)
- Чучело (1983)
- Забавы молодых (1987)
- Дорогая Елена Сергеевна (1988)
- Куколка (1988)
- Шут (1988)
- Палки и камни (Костолом) (1996)
- Сердце Америки (2002)
- Пиф-паф, ты — мёртв (2002)
- Слон (2003)
- Зло (2003)
- Класс (2007, Эстония) и сериал «Класс: Жизнь после»
- Финал (2010)
- Физика или химия (2011)
- Буллинг (фильм) (2011)
- Телекинез (2013)
- Лунный свет (2016)
- Чудо (2017)
- 13 причин почему (2017)
- Ненасытная (2018)
- Первые ласточки (2019)
- Хороший Джо Белл (2020)
- Новенький (сериал) (с 2020)
- Слово пацана. Кровь на асфальте (2023)
- Плакса (2023—2024)

В литературе
- Уильям Голдинг. Повелитель мух (1954)
- Травля: со взрослыми согласовано (2021)

В играх
- Bully (2006)

В музыкальных клипах
- Тилль Линдеманн — «Ich hasse Kinder» («Я ненавижу детей»)[12]